# Internationaler Ägyptologen-Verband

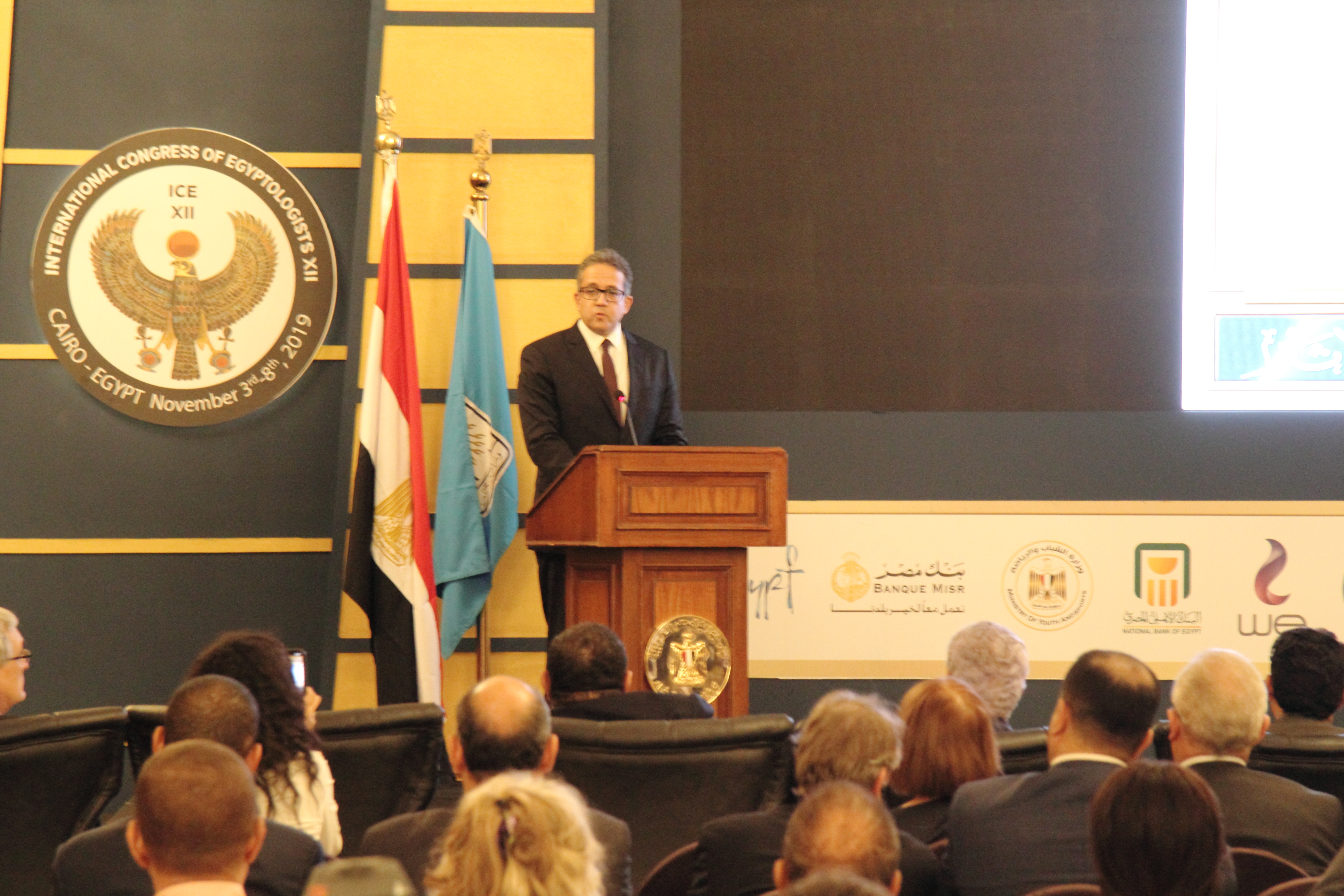
Khaled El-Anany, der ägyptische Minister für Altertümer, spricht vor Mitgliedern des Internationalen Ägyptologen-Verbandes (2019).

Der Internationale Ägyptologen-Verband (IAE – International Association of Egyptologists; französisch: Association Internationale des Égyptologues; arabisch: الرابطة الدولية لعلماء الآثار المصرية) ist der internationale Berufsverband der Ägyptologen. Der Verband ist eine gemeinnützige Organisation, die Personen zusammenführt, die bereit sind, sich für die Förderung der Ägyptologie einzusetzen. Der IAE wurde 1947 in Kopenhagen gegründet.
Im Rahmen des Verbandes werden Fragen erörtert, die ägyptologische Studien betreffen. Der Verband fördert das Studium der Ägyptologie in all ihren Aspekten auf internationaler Ebene.
Der IAE unterstützt Projekte, die für die wissenschaftliche Entwicklung der Ägyptologie und die internationale Zusammenarbeit der Ägyptologen von Bedeutung sind. Außerdem fungiert er als Vermittler bei der Bereitstellung von Finanzmitteln und Personal für solche Projekte.
Der Verband fördert das Verständnis für die Ägyptologie in der breiten Öffentlichkeit, indem er Kontakte zu Unterstützungsvereinen und anderen einschlägigen Institutionen herstellt und die Beziehungen zu diesen aufrechterhält.
Der IAE setzt sich für die Erhaltung des kulturellen und historischen Erbes der antiken Bewohner des Niltals ein.

## Präsidium
Das gegenwärtige Präsidium, gewählt 11. August 2023, besteht aus:
- Tarek Tawfik (President), Universität Kairo
- Willeke Wendrich (Vice-President), University of California, Los Angeles (UCLA)
- Richard Bussmann (Generalsekretär), Universität Köln[2]

Frühere Präsidenten waren Torgny Säve-Söderbergh, William K. Simpson, Jaromír Málek, Dietrich Wildung, Christopher John Eyre, James P. Allen, Chris Naunton und Laure Pantalacci.

## Online-Ägyptologische Bibliographie
Die vom Griffith Institute (University of Oxford) in Zusammenarbeit mit der Ludwig-Maximilians-Universität München herausgegebene Online Egyptological Bibliography wird von der IAE betreut.

## Kongresse
Gemäß Satzung organisiert der Verband alle vier Jahre einen International Congress of Egyptologists (ICE). Der letzte dieser Kongresse (ICE XIII) fand im August 2023 in Leiden (Niederlande) statt.
Entstanden ist der ICE als Abspaltung von der International Conference of Orientalists (Internationaler Orientalistenkongress) in Paris 1973. Seitdem wurde er in Abständen von drei beziehungsweise vier Jahren in Kairo, in verschiedenen Städten in Europa und in Toronto (Kanada) abgehalten.
| Nr. | Jahr | Ort                                |
| --- | ---- | ---------------------------------- |
| 1.  | 1976 | Kairo (Ägypten)                    |
| 2.  | 1979 | Grenoble (Frankreich)              |
| 3.  | 1982 | Toronto (Kanada)                   |
| 4.  | 1985 | München                            |
| 5.  | 1988 | Kairo (Ägypten)                    |
| 6.  | 1991 | Turin (Italien)                    |
| 7.  | 1995 | Cambridge (Vereinigtes Königreich) |
| 8.  | 2000 | Kairo (Ägypten)                    |
| 9.  | 2004 | Grenoble (Frankreich)              |
| 10. | 2008 | Rhodos (Griechenland)              |
| 11. | 2015 | Florenz (Italien)                  |
| 12. | 2019 | Kairo (Ägypten)                    |
| 13. | 2023 | Leiden (Niederlande)               |

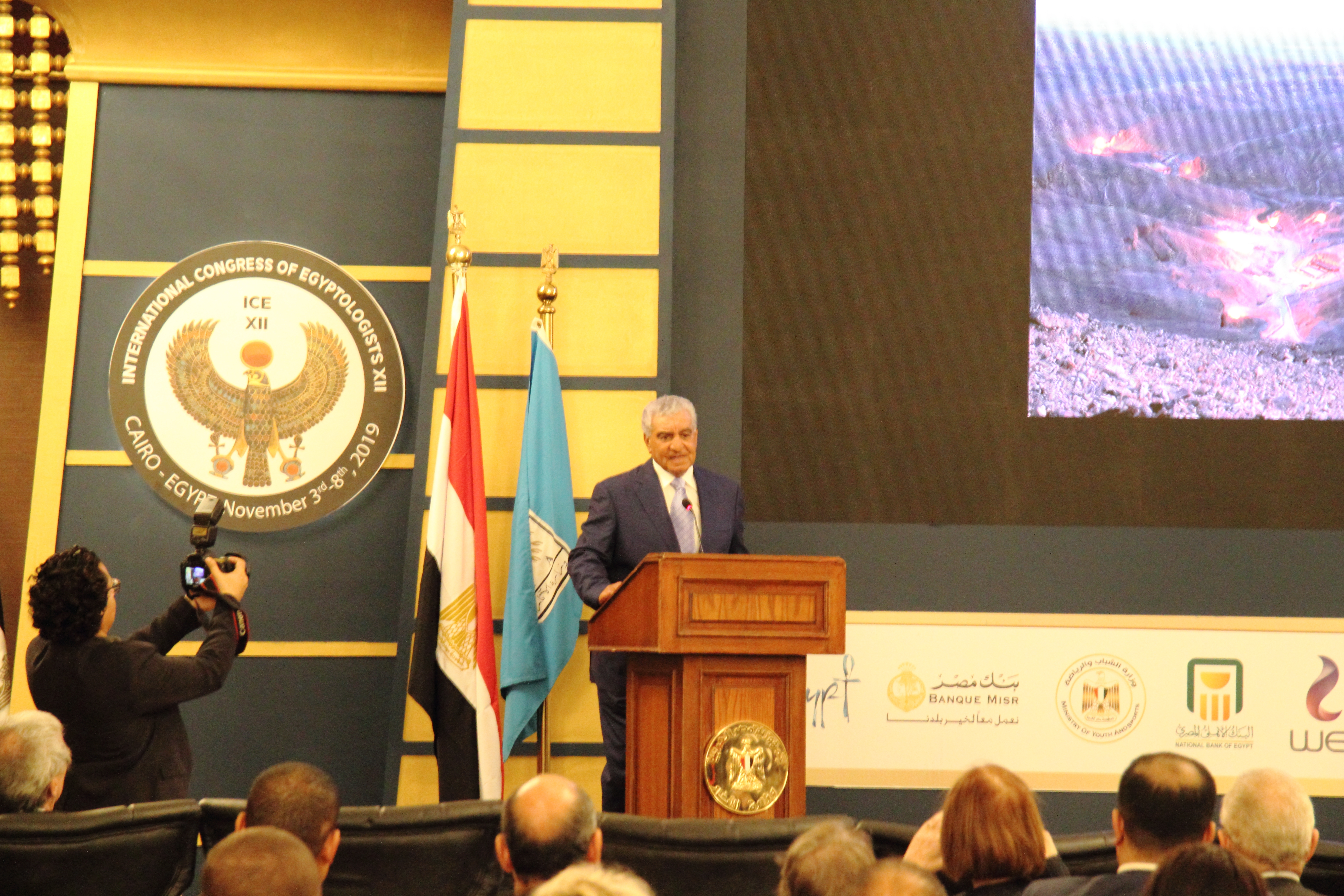
Zahi Hawass auf der Eröffnungsfeier des ICE XII in Kairo am 3. November 2019
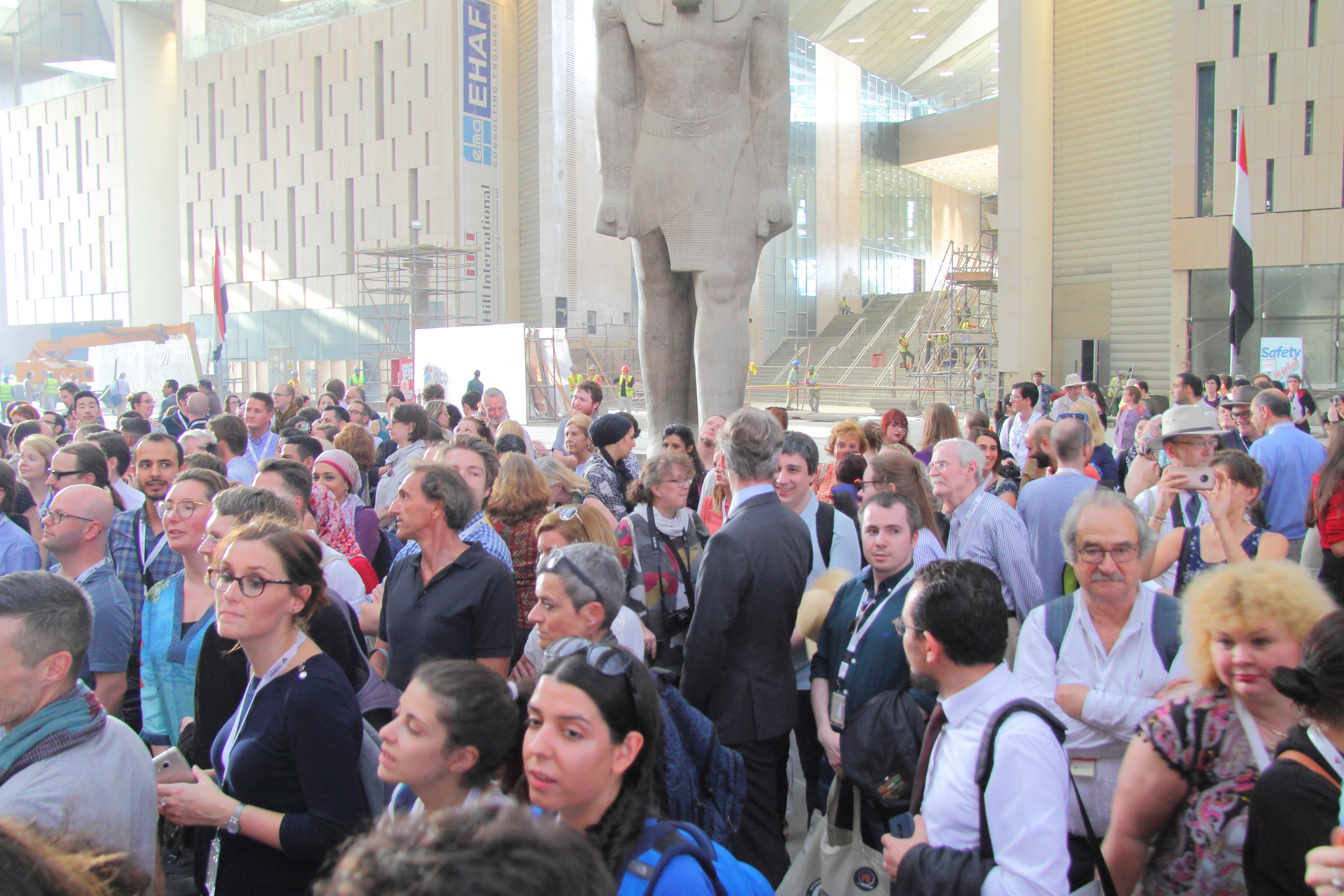
Teilnehmer des ICE XII besichtigen die Baustelle des Grand Egyptian Museum in Giza

## Mitgliedschaft
Der Verband hat vier Arten der Mitgliedschaft:
- Professional Membership: für Mitglieder, die einen Universitätsabschluss in Ägyptologie haben oder einen anderen wissenschaftlichen Abschluss, auf dessen Basis sie bedeutende Beiträge zur Ägyptologie leisten
- Associate Membership: für interessierte Nicht-Ägyptologen mit besonderem Interesse an der Ägyptologie oder mit Engagement in einem Unterstützerverein. Ausgenommen sind Personen, die im Antikenhandel tätig sind.
- Student Membership: für Studierende an einer anerkannten Ausbildungseinrichtung
- Honorary Membership: für Personen, die einen bedeutenden Beitrag zur Entwicklung der Ägyptologie geleistet haben. Honorary Members (Ehrenmitglieder) werden von der Generalversammlung ernannt.